# 피터 윈치

피터 가이 윈치 (Peter Guy Winch, 1926년 1월 14일 – 1997년 4월 27일)는 사회 과학 철학, 비트겐슈타인 학문, 윤리학 및 종교 철학에 대한 공헌으로 유명한 영국 철학자이다. R. G. Collingwood와 Ludwig Wittgenstein의 후기 철학의 작업을 바탕으로 한 그의 초기 저서인 The Idea of the Social Science and its Relation to Philosophy ( 사회 과학의 실증주의에 대한 공격)로 가장 유명할 것이다.

## 전기
1926년 1월 14일 런던의 Walthamstow에서 태어났다. 그는 소년을 위한 레이튼 카운티 고등학교 에 다녔고,  옥스퍼드의 세인트 에드먼드 홀에서 철학, 정치 및 경제학 을 읽기 위해 올라갔다. 제2차 세계 대전이 발발한 후 그는 1944~47년 영국 해군에서 복무했으며 1949년 옥스퍼드 대학교를 졸업했다.
그는 1951년부터 1964년까지 스완지 대학교에서 철학 강사로 있었다. 그는 루트비히 비트겐슈타인 철학의 전문가인 동료 Rush Rhees 와 Roy Holland 의 영향을 받았다. 1964년 런던 대학교 버벡 칼리지 로 옮겼다가 1967년 킹스 칼리지 런던 철학 교수가 되었다. 이 기간 동안 그는 1980년부터 1981년까지 아리스토텔레스 학회 회장을 역임했다. 1985년 Winch는 미국으로 건너 가 일리노이 대학교 어바나 샴페인의 교수가 되었다.
그는 1997년 4월 27일 일리노이주 샴페인에서 사망했다.

## 생각
Winch에 대한 주요 영향으로는 루트비히 비트겐슈타인, 러쉬 리, 콜링우드 및 시몬 베유가 있다. 그는 '사회학주의'이라는 이름이 붙은 철학의 한 형태를 일으켰다. 그는 또한 주제에 대한 그의 급진적인 비판을 받아들일 준비가 된 작은 사회학 학파를 책임지고 있다.
윈치는 자신을 타협하지 않는 비트겐슈타인주의자로 보았다. 그는 비트겐슈타인과 개인적으로 친분이 없었다. 비트겐슈타인이 그에게 미친 영향은 대부분 스완지 대학교(현재는 스완지 대학교로 알려짐)의 동료였으며 비트겐슈타인이 그의 문학 집행자 중 한 명으로 임명한 러쉬 리(Rush Rhees)의 영향력을 통해 중개되었다. Wittgenstein의 Vermischte Bemerkungen에 대한 Winch의 번역( Georg Henrik von Wright 편집)은 1980년에 Culture and Value 로 출판되었다(1998년에 Alois Pichler의 개정판에 대한 Winch의 새로운 번역이 등장함).
Rush Rhees에서 Winch는 종교 작가 Simone Weil에 대한 관심을 이끌어냈다. 호소의 일부는 비트겐슈타인에서 친숙한 방법으로 해결될 수 있는 매우 다른 유형의 철학으로의 전환이었다. 또한 Weil의 금욕적이고 다소 톨스토이 적인 종교 형태는 비트겐슈타인 성격의 한 측면과 조화를 이룬다.

## 참고 문헌
1. ↑  Palmer, Anthony (1997년 6월 3일). “Obituary: Professor Peter Winch”. 《The Independent》 (영어). 2019년 7월 18일에 확인함.
2. ↑  Institut für die Wissenschaften vom Menschen: Newsletter 57 보관됨 2010-12-07 - 웨이백 머신 p.33 Obituary (1997).
3. ↑  Sutton, Claud, 1898-1972. (1974). 《The German tradition in philosophy.》. New York: Crane, Russak. ISBN 0844802573. OCLC 892542.
4. ↑  Giddens, Anthony. (1993). 《New rules of sociological method : a positive critique of interpretative sociologies》 2판. Stanford, Calif.: Stanford University Press. ISBN 0804722250. OCLC 30154711.
5. ↑  Lyas, Colin. (1999). 《Peter Winch.》. Durham: Acumen. ISBN 9781315710884. OCLC 922958047.
6. ↑  Wang, Joseph (2007). “Culture and Value Revisited – Draft of a new electronic edition”. 《From the ALWS Archives: A Selection of Papers from the International Wittgenstein Symposia in Kirchberg Am Wechsel》. 2022년 3월 12일에 원본 문서에서 보존된 문서. 2022년 3월 12일에 확인함.

## 추가 자료
- Lars Hertzberg 의 Peter Winch의 사회적 도덕적 철학에 대한 불일치의 기술로서의 철학
- Peter Winch 1926–97 Rupert 읽기 [ Wayback Machine에 의해 보관됨]
- 윈치, 말콤, 그리고 보관됨 2011-07-24 - 웨이백 머신 코라 다이아몬드 의 비트겐슈타인 철학의 통일성 보관됨 2019-07-18 - 웨이백 머신
- Peter Winch 1926-1997, DZ Phillips 및 Richard Schacht, 미국 철학 협회 Vol. 71, No. 2(1997년 11월), pp. 132–135(JSTOR에서 - 등록 시 무료로 읽을 수 있음).
- Peter WINCH, CHICAGO TRIBUNE에 대한 Kenan Heise의 철학 교사 사망 기사( Wayback Machine에 의해 보관됨)
- 전설적인 Peter Winch와 '사회 과학 소개에 대한 신화는 사회 과학과 같은 것은 없습니다: In Defence of Peter Winch (2008)'(Phil Hutchinson, Rupert Read 및 Wes Sharrock 저작).
- Ludwig Wittgenstein, Oxford 1958의 철학적 탐구
- Ludwig Wittgenstein, 런던 1922의 논리 논리학 철학( Tractatus Logico Philosophicus )